# Abigail Feitosa
Maria Abigail Freitas Feitosa, ou simplesmente Abigail Feitosa, (Tauá, 17 de abril de 1933 – local não informado, 14 de agosto de 1991) foi uma médica e política brasileira, outrora deputada federal pela Bahia.

## Dados biográficos
Filha de Francisco de Aragão Freitas e Maria Leitão Freitas. Formada em Medicina pela Universidade Federal da Bahia em 1956, com especialização em Ginecologia e Obstetrícia na referida instituição. Assistente da Escola Baiana de Medicina, trabalhou para o antigo Instituto Nacional de Assistência Médica da Previdência Social (INAMPS) e no Hospital Ana Neri. Eleita vice-presidente da Associação Baiana de Medicina em 1980, elegeu-se deputada estadual pelo PMDB da Bahia em 1982.

Assinatura de Abigail Feitosa na Constituição de 1988. Arquivo Nacional.

Tesoureira da Fundação João Mangabeira, integrou a Comissão Nacional dos Direitos da Mulher no governo do presidente José Sarney, órgão precursor do Conselho Nacional dos Direitos da Mulher. Eleita deputada federal em 1986, foi a terceira mulher a representar os baianos no Congresso Nacional e ajudou a elaborar a Constituição de 1988, ano em que ingressou no PSB, alcançando a presidência do diretório estadual. Candidata a reeleição em 1990, não obteve êxito.
Foi casada com José de Ribamar Feitosa, com quem teve dois filhos.